# William Justin Kroll
William Justin Kroll o Guillaume Justin Kroll (24 de novembre de 1889 - 30 de març de 1973) va ser un científic metal·lúrgic estatunidenc d'origen luxemburguès. Va inventar el procés Kroll l'any 1940 amb el qual s'extreu comercialment titani metàl·lic de la seva mena.
Va estudiar a l'institut de Luxemburg (Athénée de Luxembourg) i el 1910, va matricular-se a la facultat de metal·lúrgia de la Technische Hochschule Charlottenburg de Berlín. Kroll inventà l'enduriment de la precipitació (precipitation hardening (PH) en l'acer inoxidable l'any 1929, en afegir una petita quantitat de titani a l'acer inoxidable. William Kroll arribà als Estats Units l'any 1938 però els seus aliatges amb titqani no van interessar la indústria estatunidenca i tornà a Luxemburg però tornà el 1940 als Estats Units arran de l'arribada i ocupació dels nazis a Luxemburg. Treballà per a la Union Carbide Research Laboratories a Niagara Falls, Nova York i es va desenvolupar l'interès pel titani mitjançant el procés Kroll. El 1948 Dupont de Nemours inicià la producció comercial del titani. Mentrestant Kroll es va interessar per la producció del zirconi. El Dr. William J. Kroll tornà a Europa el 1961 i morí a Brussel·les el 1973.
Kroll va passar a formar part del National Inventors Hall of Fame el 2000.